# Dendroeremaeus krantzi
Dendroeremaeus krantzi är en kvalsterart som beskrevs av Behan-Pelletier, Eamer och Clayton 2005. Dendroeremaeus krantzi ingår i släktet Dendroeremaeus och familjen Dendroeremaeidae. Inga underarter finns listade i Catalogue of Life.